# Jiaotang, Guangdong
Jiaotang (kinesiska: 蛟塘) är en köping i sydöstra Kina. Den ligger i stadsdistriktet Gaoyao i staden Zhaoqing i provinsen Guangdong, omkring 72 kilometer väster om provinshuvudstaden Guangzhou. Antalet invånare är 33 060. Befolkningen består av 16 083 kvinnor och 16 977 män. Barn under 15 år utgör 18,0 %, vuxna 15-64 år 73 %, och äldre över 65 år 8,0 %.